# 김희철 (가수)
김희철(1983년 7월 10일 ~ )은 슈퍼주니어의 서브보컬, 서브래퍼이자 방송인, MC, 배우이다.

## 생애
강원도 횡성군 우천면에서 1남 1녀 중 막내로 태어나 2002년에 SM 토요공개오디션을 통해 SM 엔터테인먼트에 들어갔다. 오디션 일화가 특이한데, 음악방송에서 싸이의 3집 앨범 수록곡 챔피언을 들으며 노래를 부르고 있던 도중 '어? 나도 연예인이나 해볼까?'라는 생각에 무작정 짐을 싸서 서울로 올라갔다고 한다. 하지만 서울에 처음 올라와 SM 엔터테인먼트 오디션에 30분~50분 늦게 된 그는 늦었지만 도전이라도 해보자 라는 마음으로 들어간다. 하지만 희철을 본 관계자가 '늦었어요,안받아요'라고 했는데 '아, 그래요? 죄송합니다.' 하고 얼굴을 들었는데 '어?!(얘 비주얼 괜찮은데? 이런 뜻일것 같다)' 하곤 기회를 주었다고 한다. 그 당시 록발라드에 심취해 있어 록발라드를 샤우팅까지 하며 불렀다고 한다. 그를 보고 당황한 관게자가 애국가를 불러보라고 시켰는데 그게 합격이 되었다고 한다. 그 이후에는 보컬트레이닝 선생님의 말을 듣지 않아 트랙스의 메인보컬로 데뷔가 무산된 후 2005년 3월 6일에 드라마 《반올림 2》를 통해 데뷔했다. 2010년 28번째 생일에는 그의 별자리인 게자리에 포함되어 있는 행성을 희님(Heenim)이라는 명칭으로 팬들에게 선물 받았다. 또한 '2010 트위터 트렌드 분석' 인물부문에서 9위에 오르기도 하였다.
희철은 2011년 9월 1일 입소 후 4주간의 훈련 이후 성동구청에서 사회복무요원으로 근무했으며 2013년 8월 31일 소집해제되었다. 이후 슈퍼주니어의 월드투어 《SUPER SHOW 5》의 중도 참여하며 활동을 재개하였다.
그러다 정규 8집 리패키지 《REPLAY》부터 교통사고로 인해 콘서트와 무대에 불참하게 된다. 하지만 정규 10집에서는 중간 랩 파트에서 약 10초간 참여한다.
2019년부터 트와이스의 모모와 공개열애 중이였다. 하지만 2021년 7월달에 결별했다.

## 학력
- 1996년 서울신우초등학교 (졸업)
- 1999년 진광중학교 (졸업)
- 2002년 원주미래고등학교 (졸업)
- 2006년 상지대학교 컴퓨터데이터정보학 (학사)
- 2011년 청운대학교 정보산업대학원 방송음악학 (석사)

## 음반

### 솔로곡 및 피처링
- - 2006 불량가족 OST - '가족' (랩 피쳐링)
  - 2008 제너두 OST - 'Don't walk away' (보컬)
  - 2009 천만번 사랑해 OST - '초별' (솔로곡)
  - 2009 SUPER JUNIOR THE 2ND ASIA TOUR 'SUPER SHOW 2' - '魂' (솔로곡)
  - 2010 SUPER JUNIOR THE 3RD ASIA TOUR 'SUPER SHOW 3' - 아이돌들이 헤어지는 방법 (원곡:데프콘 래퍼들이 헤어지는 방법)
  - 2010 데프콘 킹왕짱 (Digital Single) - 킹왕짱 ( 랩 피처링 )
  - 2015 家內手工業 (가내수공업) - 전곡
  - 2016 이브 - '멜로디' ( 피처링 )
  - 2016 김희철&김정모 (Feat. 휘인 of 마마무) - 나르시스(Narcissus)
  - 2016 김희철&김정모 (종합선물세트) - 전곡
  - 2016 우주겁쟁이(김희철X민경훈) - 나비잠 (Sweet Dream)
  - 2018 우주겁쟁이 - 후유증
  - 2019 옛날 사람 (Digital Single) - 옛날 사람
  - 2019 김희철X이수근 - 하얀 겨울（White Winter）
  - 2020 김희철X민경훈 - 한량 （ft. 비비）

## 필모그래피

### 영화
| 연도 | 제목                  | 역할             | 비고        | Ref.  |
| ---- | --------------------- | ---------------- | ----------- | ----- |
| 2007 | 꽃미남 연쇄 테러 사건 | 김희철 역        |             | [ 2 ] |
| 2007 | 앨빈과 슈퍼밴드       | 사이먼 역        | 한국어 더빙 | [ 3 ] |
| 2011 | SUPER SHOW 3          | 본인 역          | 3D          | [ 4 ] |
| 2016 | 굿바이 싱글           | 방송국 아이돌 역 | 특별출연    |       |
| 2019 | 나만 없어 고양이      | 사랑이           | 목소리      | [ 5 ] |

### 드라마
| 연도      | 제목             | 역할      | 방송사 | 비고                   | Ref.   |
| --------- | ---------------- | --------- | ------ | ---------------------- | ------ |
| 2005      | 반올림 2         | 백진우 역 | KBS2   | 부작 1-35              | [ 6 ]  |
| 2005      | 러브홀릭         | 주호 역   | KBS2   | Bit part               | [ 7 ]  |
| 2005-2006 | 레인보우 로망스  | 김희철 역 | MBC    |                        | [ 8 ]  |
| 2006      | 불량가족         | 공민 역   | SBS TV |                        | [ 9 ]  |
| 2007-2008 | 황금신부         | 김영수 역 | SBS TV |                        | [ 10 ] |
| 2009      | 태희 혜교 지현이 | 카메오 역 | MBC    | 카메오 출연 (부작 116) | [ 11 ] |
| 2009-2010 | 천만번 사랑해    | 이철 역   | SBS TV |                        | [ 12 ] |
| 2010      | 나는 전설이다    | 카메오 역 | SBS TV | 카메오 출연 (부작 15)  | [ 13 ] |
| 2011      | 청춘선율         | 신태일 역 | CCTV-1 |                        | [ 14 ] |
| 2013      | 상속자들         | 카메오 역 | SBS TV | 카메오 출연 (부작 4)   | [ 15 ] |
| 2014      | 꽃할배 수사대    | 박정우 역 | tvN    |                        | [ 16 ] |

### 웹 드라마
| 연도 | 제목       | 역할      | 방송사 | Ref.   |
| ---- | ---------- | --------- | ------ | ------ |
| 2021 | 청춘레시피 | 전성기 역 | 빵야TV | [ 17 ] |

### 방송
| 연도                             | 방송사     | 제목                                       | 역할      |
| -------------------------------- | ---------- | ------------------------------------------ | --------- |
| 2005                             | KMTV       | 쇼 뮤직탱크                                | MC        |
| 2005–2008; 2010; 2014–2015; 2017 | SBS        | 인기가요                                   | MC        |
| 2006                             | SBS        | 슈퍼주니어의 풀하우스                      | 고정 멤버 |
| 2007                             | KMTV       | 리런칭쇼                                   | MC        |
| 2007-2008                        | SBS        | 일요일이 좋다 - '인체탐험대'               | 고정 멤버 |
| 2008                             | SBS        | 대결 8:1                                   | MC        |
| 2008                             | ETN        | 강인하고 희철하게                          | 고정 멤버 |
| 2008–2009                        | Mnet       | 밴드 오브 브라더스                         | 고정 멤버 |
| 2008–2009                        | SBS        | 좋아서                                     | 고정 멤버 |
| 2010                             | SBS        | 일요일이 좋다 - 패밀리가 떴다2             | 고정 멤버 |
| 2010-2011                        | MBC        | 황금어장 라디오스타                        | MC        |
| 2011                             | MBC        | 추억이 빛나는 밤에                         | MC        |
| 2011                             | KBS2       | 자유선언 토요일 - 시크릿                   | MC        |
| 2013-2014                        | JTBC       | 썰전                                       | MC        |
| 2014                             | MBC        | 우리결혼했어요 세계판 시즌2                | 고정 멤버 |
| 2014                             | MBC        | 소원을 말해요                              | MC        |
| 2014-2015                        | MBC        | 띠동갑내기 과외하기                        | 출연자    |
| 2015                             | tvN        | 수요미식회                                 | MC        |
| 2015                             | KBS        | 어스타일포유                               | MC        |
| 2015                             | O'live     | MAPS                                       | MC        |
| 2015-2016                        | ZJTV       | 一路上有你 시즌 1-2                        | MC        |
| 2015-2016                        | MBC every1 | 주간 아이돌                                | 임시MC    |
| 2015 ~ 현재                      | JTBC       | 아는 형님                                  | MC        |
| 2016                             | JTBC       | 코드 - 비밀의 방                           | 참가자    |
| 2016                             | Hubei TV   | 如果爱 3                                   | 고정 멤버 |
| 2016-2017                        | 채널A      | 싱데렐라 시즌 1-2                          | MC        |
| 2016-2017                        | JTBC       | 팬텀싱어 1                                 | MC        |
| 2016-2017                        | onStyle    | 립스틱 프린스 시즌 1-2                     | MC        |
| 2016-2017                        | MBC        | 일밤-은밀하게 위대하게                     | MC        |
| 2016-2018                        | SBS        | 게임쇼 유희낙락                            | MC        |
| 2017                             | KBS2       | 신드롬맨                                   | MC        |
| 2017                             | KBS2       | 자랑방손님                                 | MC        |
| 2017                             | KBS2       | 냄비받침                                   | MC        |
| 2017                             | Mnet       | 아이돌학교                                 | MC        |
| 2017                             | KBS2       | 해피투게더 3 (490회)                       | 출연자    |
| 2017                             | JTBC       | 한끼줍쇼 (27회)                            | 출연자    |
| 2017                             | MBC TV     | 발칙한 동거 - 빈방 있음 (8~11회)           | 출연자    |
| 2017                             | tvN        | 골목대장 (2회)                             | 출연자    |
| 2017-2018                        | JTBC       | 이론상 완벽한 남자                         | MC        |
| 2017-2019                        | tvN        | 인생술집 2                                 | MC        |
| 2017-2019                        | E채널      | 내 딸의 남자들 : 아빠가 보고 있다 시즌 2-4 | MC        |
| 2018                             | KBS2       | 1%의 우정                                  | MC        |
| 2018                             | tvN        | 코미디빅리그 (264회)                       | 출연자    |
| 2018                             | tvN        | 놀라운 토요일 (12회)                       | 출연자    |
| 2018                             | TV조선     | 땡철이 게스트하우스 투어 : 어디까지 가봤니 | 고정 멤버 |
| 2018                             | MBC        | 비긴어게임                                 | MC        |
| 2019                             | KBS        | 6자회담                                    | MC        |
| 2019                             | V LIVE     | 핵인싸 동맹 (1~4회)                        | 출연자    |
| 2019                             | SBS 플러스 | 렌트채널 님은 부재중-슈기와 (1~2회)        | 출연자    |
| 2019                             | tvN        | 작업실                                     | MC        |
| 2019                             | SBS        | 백종원의 미스터리 키친                     | MC        |
| 2019                             | skyDrama   | 우리집에 왜왔니                            | MC        |
| 2019                             | E채널      | 내 형제의 연인들                           | MC        |
| 2019                             | KBS2       | 썸바이벌 1+1                               | MC        |
| 2019                             | JTBC       | 혼족어플                                   | 고정 멤버 |
| 2019                             | 채널A      | 개밥 주는 남자 - 개묘한 여행               | 고정 멤버 |
| 2019                             | tvN        | 플레이어 (16회)                            | 특별MC    |
| 2019                             | KBS Joy    | 무엇이든 물어보살 (38회)                   | 출연자    |
| 2019-2020                        | Youtube    | 희철이네 신동한 PC방                       | MC        |
| 2019-2020                        | Youtube    | 고등학생 간지대회 시즌 1-2                 | MC        |
| 2019-2020                        | B TV, Mnet | 스튜디오 음악당 시즌 1-2                   | MC        |
| 2019-2021                        | SBS        | 맛남의 광장                                | MC        |
| 2019 ~ 현재                      | SBS        | 미운 우리 새끼                             | 고정 멤버 |
| 2020                             | KBS2       | 더 드리머                                  | MC        |
| 2020                             | MBC        | 미스터리 음악쇼 복면가왕 (241~242회)       | 출연자    |
| 2020                             | MBC        | 나 혼자 산다 (350회)                       | 출연자    |
| 2020                             | JTBC       | 77억의 사랑                                | MC        |
| 2020                             | 카카오TV   | 내 꿈은 라이언                             | MC        |
| 2020                             | KBS2       | 전교톱10                                   | MC        |
| 2020                             | SBS        | 방콕떼창단                                 | 고정 멤버 |
| 2020                             | Youtube    | 급식당                                     | MC        |
| 2020                             | Youtube    | 제시의 쇼!터뷰 (13회)                      | 출연자    |
| 2020                             | Youtube    | 언제까지 어깨춤을 추게 할거야 (7회)        | 출연자    |
| 2020-2021                        | 네이버TV   | 셀럽의 사생활                              | 고정 멤버 |
| 2020-2021                        | KBS2       | 옥탑방의 문제아들                          | 임시MC    |
| 2020 ~ 현재                      | KBS Joy    | 이십세기 힛-트쏭                           | MC        |
| 2021                             | 채널A      | 프렌즈                                     | MC        |
| 2021                             | JTBC       | 독립만세                                   | MC        |
| 2021                             | 카카오TV   | 찐경규 (26~27회)                           | 출연자    |
| 2021                             | Youtube    | 덕스투어 시즌 1                            | 출연자    |
| 2021                             | Youtube    | 문파는 처음이라                            | MC        |
| 2021                             | Youtube    | 프로덕션Z                                  | 고정 멤버 |
| 2021                             | MBN        | 한국에 반하다-국제부부                     | MC        |
| 2021                             | JTBC       | 펫키지                                     | MC        |
| 2021                             | 넷플리스   | 신세계로부터                               | 고정 멤버 |
| 2021 ~ 2022                      | 채널A, SKY | 강철부대 시즌 1-2                          | MC        |
| 2021 ~ 2022                      | Youtube    | 술트리트 파이터 시즌 1-2                   | MC        |
| 2022                             | Youtube    | 프로덕션 522                               | 고정 멤버 |
| 2022                             | Youtube    | 리니지W 렙업                               | MC        |
| 2022                             | 디즈니+    | 핑크 라이                                  | MC        |
| 2022                             | Youtube    | 게임부록 시즌 1-2                          | MC        |
| 2022 ~ 현재                      | KBS2       | 사장님 귀는 당나귀 귀                      | MC        |

### 활동 진행
| 연도 | 방송사  | 제목                           |
| ---- | ------- | ------------------------------ |
| 2007 | SBS     | 사랑 나눔 콘서트               |
| 2008 | SBS     | 드림콘서트                     |
| 2009 | SBS     | 드림콘서트 '사랑한다 대한민국' |
| 2009 | SBS     | 가요대전                       |
| 2010 | SBS     | 드림콘서트 '사랑한다 대한민국' |
| 2010 | SBS     | 가요대전                       |
| 2011 | KBS     | 드림콘서트                     |
| 2013 | SBS     | 가요대전                       |
| 2017 | KBS Joy | 서울가요대상                   |
| 2018 | KBS Joy | 서울가요대상                   |
| 2019 | KBS Joy | 서울가요대상                   |
| 2020 | KBS Joy | 서울가요대상                   |
| 2020 | SBS     | 가요대전                       |
| 2021 | KBS Joy | 서울가요대상                   |

### 라디오
| 연도      | 방송사                | 제목                       |
| --------- | --------------------- | -------------------------- |
| 2005-2006 | SBS 파워FM            | 김희철 박희본의 영스트리트 |
| 2010-2011 | SBS 파워FM            | 김희철의 영스트리트        |
| 2012-2013 | 성동구청 인터넷방송국 | 김희철의 성동카페          |
| 2021      | 후야TV                | 심야 라디오•희스토리       |

### 뮤지컬
- 2008년 뮤지컬 '제너두' - 쏘니 역

### 뮤직비디오
- 2007년 마골피 - 비행소녀 (With 슈퍼주니어-강인, 신동, 김장훈, 동방신기-믹키유천, 박준형, 이루, 김향기)
- 2010년 트랙스 - 가슴이 차가운 남자 (With f(x) 빅토리아)
- 2010년 씨스타 - 가식걸 (With 씨스타, 김경진)
- 2010년 데프콘 (Feat. 김희철) - 킹왕짱
- 2011년 M&D - 뭘봐 (With 김정모, 쌈디, 지아, FT아일랜드-이홍기 최종훈, 비스트-용준형, 김경진)
- 2011년 김장훈X김희철 - 이별 참 나답다
- 2013년 임창정 - 문을 여시오
- 2015년 M&D - 하고 싶어 (With 여자친구 예린)
- 2016년 김희철&김정모 - 울산바위 (With 채연)
- 2016년 우주겁쟁이 - 나비잠 (With 민경훈, 트와이스 모모, 강호동, 이상민, 서장훈, 김영철, 이수근)
- 2018년 우주겁쟁이 - 후유증 (With 민경훈, 이상민, 박미선, fromis 9 노지선)
- 2019년 김희철X이수근 - 하얀 겨울 (With 이수근, 있지, 신동)
- 2020년 우주힙쟁이 - 한량 (With 민경훈, 딘딘, 비비, 에이티즈)
- 2021년 아는 형님 - 싹싹이 (With 강호동, 이상민, 서장훈, 김영철, 이수근, 민경훈)
- 2021년 박군 - 유턴하지마 (With 김종국, 이상민, 서남용, 이준혁)

## 광고 및 홍보대사

### 광고
| 연도        | 기업명                       | 제품명                     | 종류              | 공동 출연                |
| ----------- | ---------------------------- | -------------------------- | ----------------- | ------------------------ |
| 2005        | 롯데제과                     | 빼빼로                     | 과자              |                          |
| 2005 ~ 2008 | 아이비클럽                   | 아이비클럽 교복            | 교복              | 슈퍼주니어               |
| 2006        | (주)오뚜기                   | 오뚜기 라면볶이            | 라면              | 고아라, 정화영, 김기범   |
| 2006 ~ 2007 | (주)스프리스                 | 스프리스                   | 스포츠웨어        |                          |
| 2007        | 광동제약                     | 썬키스트 레몬 & 자몽에이드 | 음료              | 윤아, 강인               |
| 2007        | 온세통신                     | 1677콜렉트콜               | 전화              | 강인, 신동               |
| 2010        | 교촌에프앤비                 | 교촌치킨                   | 치킨              | 슈퍼주니어               |
| 2016        | 비브로스                     | 똑닥                       | 휴대폰            |                          |
| 2016 ~ 2018 | 대상그룹                     | 미원                       | 조미료            |                          |
| 2017        | 스마일게이트                 | 탄: 끝없는 전장            | FPS 모바일게임    |                          |
| 2017        | (주)이베이코리아             | G마켓                      | 온라인쇼핑몰      | 설현                     |
| 2017 ~ 2020 | 대상그룹                     | 청정원 안주야              | 안주              |                          |
| 2018        | (주)에이바자르               | 에이바자르                 | 마스크            | 슈퍼주니어, 성소, 주결경 |
| 2018        | (주)호텔롯데                 | 롯데면세점                 | 면세점            | 슈퍼주니어               |
| 2018        | 우성아이비                   | 미스트랄                   | 스포츠웨어        | 민경훈                   |
| 2018        | 광동제약                     | 헛개차                     | 음료              |                          |
| 2018        | (주)페리카나                 | 페리카나치킨               | 치킨              |                          |
| 2018 ~ 현재 | LG생활건강                   | 닥터그루트 샴푸            | 헤어케어          | 손나은(2018)             |
| 2019        | 강원도                       | 'Again, Go East' 캠페인    | 공익 광고         |                          |
| 2019        | 보건복지부, 국민건강보험공단 | '금연치료지원' 캠페인      | 공익 광고         | 금연치료 홍보대사        |
| 2020        | 엑스코퍼레이션               | 휘아                       | 위생용품          |                          |
| 2020        | 코카콜라                     | 태양의식후비법 W차         | 음료              | 맛남의 광장              |
| 2020        | (주)신세계                   | 이마트                     | 대형 유통점       | 맛남의 광장              |
| 2020        | 퍼펙트월드 코리아            | 동방불패 모바일            | MMORPG 모바일게임 |                          |
| 2020        | 하이트진로                   | 진로 이즈 백               | 소주(주류)        | 강호동, 이수근           |
| 2020        | 대상그룹                     | 청정원 야식이야            | 안주              |                          |
| 2020 ~ 현재 | 우전브이티                   | 이보플러스 ICL             | 렌즈삽입 수술     |                          |
| 2021        | 다이슨                       | 옴니-글라이드              | 전자제품          | 에스콰이어 코리아 광고   |
| 2021        | 엔씨소프트                   | 엔씨소프트                 | 게임              | 공식 앰버서더, 신동      |
| 2021 ~ 현재 | 폴리테크                     | 이비에                     | 마스크            |                          |
| 2021 ~ 현재 | 우리E&L                      | 하루틴                     | 비타민            |                          |
| 2022        | 그라비티                     | 라그나로크X                | MMORPG 모바일게임 | 윤아                     |

### 홍보대사
| 연도 | 경력                                     |
| ---- | ---------------------------------------- |
| 2011 | - 제22회 한국음식문화대사                |
| 2015 | - 강원 횡성군 홍보대사                   |
| 2016 | - 강원 관광 홍보대사                     |
| 2017 | - 코믹콘 서울 (Comic Con Seoul) 홍보대사 |
| 2019 | - 금연치료 홍보대사                      |
| 2020 | - 온라인 횡성한우축제 홍보대사           |
| 2021 | - 강원 원주시 홍보대사                   |

## 팬미팅

### 2016 김희철 우주대스타 쇼
| 개최일           | 도시     | 국가     | 개최지                               |
| ---------------- | -------- | -------- | ------------------------------------ |
| 2016년 7월 23일  | 베이징   | 중국     | 중국 베이징 아오티중신               |
| 2016년 7월 27일  | 상하이   | 중국     | 중국 상하이 대무대                   |
| 2016년 8월 6일   | 광저우   | 중국     | 중국 천하 스포츠 센터                |
| 2016년 10월 22일 | 타이베이 | 중화민국 | 대만 타이베이 인터네셔널 컨벤션 센터 |

### 2017 SUPER JUNIOR HEECHUL FANCLUB EVENT "희철의 니코니코 쇼"
| 개최일         | 도시 | 국가 | 개최지          |
| -------------- | ---- | ---- | --------------- |
| 2017년 1월 7일 | 도쿄 | 일본 | 도쿄 토요스 PIT |

### 우주대스타 김희철 토크콘서트 "HEETalk"
| 개최일         | 도시 | 국가     | 개최지                  |
| -------------- | ---- | -------- | ----------------------- |
| 2019년 5월 4일 | 서울 | 대한민국 | 서울 올림픽공원 아트 홀 |
| 2019년 5월 5일 | 서울 | 대한민국 | 서울 올림픽공원 아트 홀 |

## 수상 및 후보
| 년   | 시상식명                    | 수상 부문                      | 작품                        | Result |
| ---- | --------------------------- | ------------------------------ | --------------------------- | ------ |
| 2007 | Mnet 20's Choice            | 최고의 꽃미남                  | 빈칸                        | 수상   |
| 2011 | MBC 방송연예대상            | 쇼 버라이어티 부문 남자 신인상 | 라디오스타                  | 수상   |
| 2015 | 12th Cosmo Beauty Awards    | Asia Beauty Icon               | 빈칸                        | 수상   |
| 2017 | 제9회 멜론 뮤직 어워즈      | 록 부문 (김희철X민경훈)        | 나비잠                      | 수상   |
| 2018 | 제10회 멜론 뮤직 어워즈     | 록 부문 (김희철X민경훈)        | 후유증                      | 수상   |
| 2019 | Cosmo Glam Night Awards     | 올해의 인물 부문               | 빈칸                        | 수상   |
| 2019 | SBS 연예대상                | 우수상                         | 맛남의 광장, 미운 우리 새끼 | 수상   |
| 2020 | 2020 브랜드 고객충성도 대상 | 남자 예능돌 부문               | 빈칸                        | 수상   |
| 2020 | 제56회 백상예술대상         | TV부문 남자 예능상             | 아는 형님                   | 후보   |
| 2020 | SBS 연예대상                | 최우수상                       | 맛남의 광장                 | 수상   |
| 2021 | SBS 연예대상                | 대상 (미운 우리 새끼 팀)       | 미운 우리 새끼              | 수상   |

## 사건 및 사고

### 사고
부친상을 당한 멤버 동해를 조문하고 상경하던 2006년 8월 10일 오전 6시, 충남 당진 인터체인지 부근 고속도로에서 앞서가던 대형트럭을 피하기 위해 차선을 변경하던 도중 타이어에 문제가 생기면서 중앙분리대와 충돌했다. 이 사고로 희철은 왼쪽 대퇴부가 골절되어 10시간 동안 철판 7개를 박는 대수술을 했다. 이로 인해 지체장애 4급 판정을 받게 되었으며 2011년 9월 1일 육군훈련소에 입소한 후 기초군사훈련을 마치고 사회복무요원으로 근무하여 2013년 8월 31일에 소집 해제되었다.

## 같이 보기
- 슈퍼주니어의 음반 목록
- 슈퍼주니어의 음반 외 활동 목록
- 슈퍼주니어의 수상 및 후보 목록